# Wellington (Florida)
Wellington è un comune (village) degli Stati Uniti d'America, nella Contea di Palm Beach, nello Stato della Florida.